# Кентен, Рене-Пьер
Рене-Пьер Кентен (род. 5 августа 1943) — швейцарский футболист, нападающий. Участник чемпионата мира 1966 года.

## Клубная карьера
Нападающий начал играть за «Сьон» в 1962 году. Нападающий много и забивал и впервые сыграл за сборную. В 1965 году футболист выиграл кубок Швейцарии. В финальном матче «Сьон» победил «Серветт» со счётом 2-1 , нападающий провёл на поле весь матч. В 1968 году Рене-Пьер Кентен перешёл в «Цюрих», в составе которого нападающий провёл три сезона в чемпионате Швейцарии. В 1970 году футболист выиграл кубок Швейцарии. В финальном матче против «Базеля» нападающий сравнял счёт на 72 минуте, а в дополнительное время его клуб забил ещё три мяча. В 1971 году Кентен вернулся в «Сьон», где он завершил карьеру игрока.

## Сборная Швейцарии
14 ноября 1964 года Рене-Пьер сыграл первый матч за сборную Швейцарии против Северной Ирландии в отборочном турнире чемпионата мира 1966 года. Швейцария выиграла со счётом 2-1 , нападающий забил гол на 28 минуте. В 1965 году в отборочном турнире игрок сыграл 2 матча и забил 1 мяч. На чемпионате мира футболист сыграл 2 матча и забил гол в ворота Испании.В отборочном турнире Евро-1968 Кентен сыграл 6 матчей и забил 3 гола. Сборная Швейцарии не смогла выйти в финальную стадию. В отборочном турнире ЧМ 1970 нападающий сыграл 4 матча и забил 1 гол. В отборочном турнире Евро-1972 футболист сыграл 3 матча и забил 2 мяча. Последний матч за сборную Рене-Пьер сыграл 22 июня 1973 года против Шотландии.

## Достижения
- Кубок Швейцарии: 1965 , 1970 , 1974